# Kantalupa

Melon kantalupa

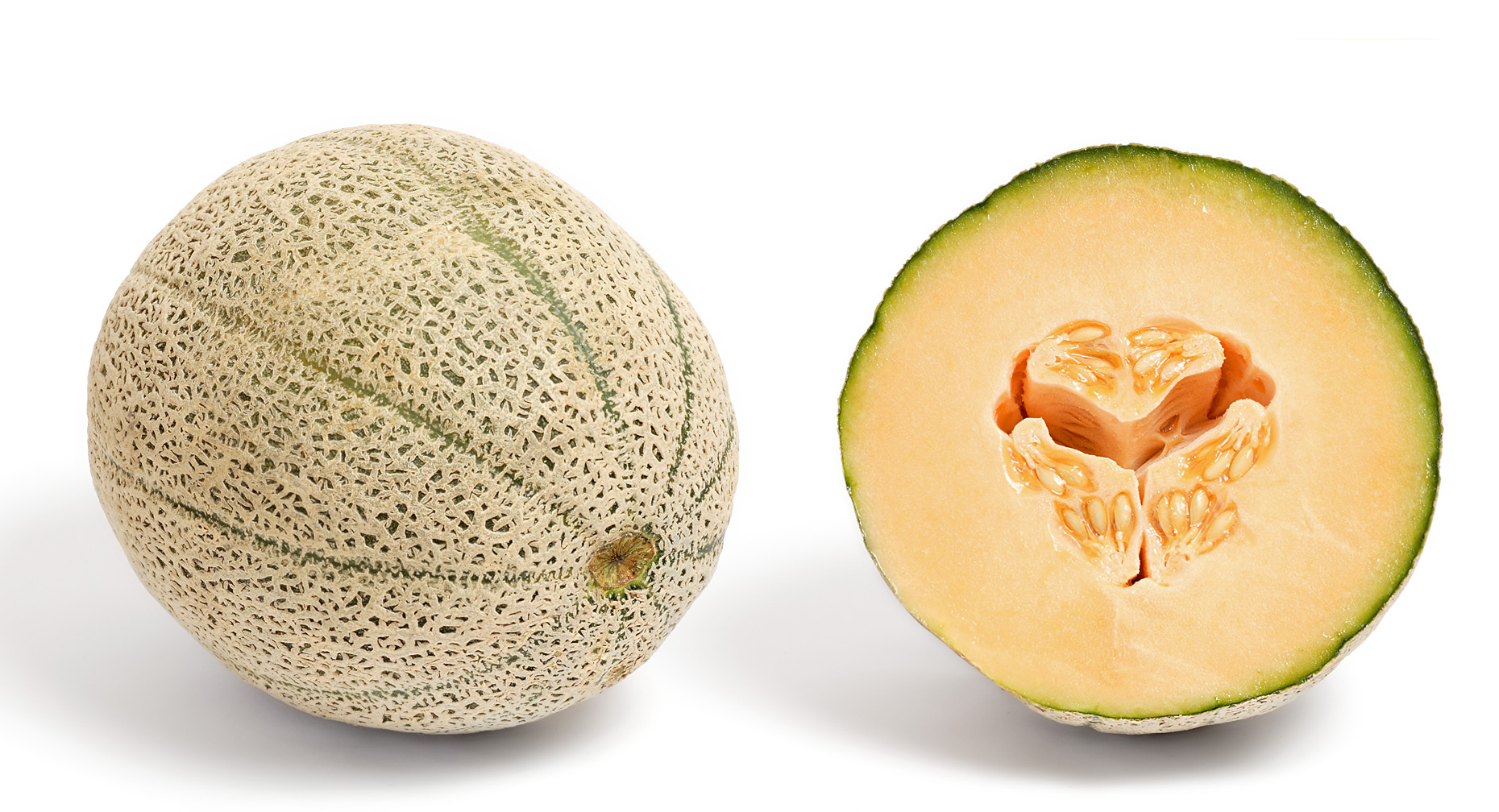
Odmiana żebrowana

Kantalupa – uprawiana odmiana melona cukrowego (Cucumis melo subsp. melo var. cantaloupensis). Owoc posiada formę kulistą, skórka często podłużnie żebrowana, niekiedy pokryta wyrostkami i guzkami. Nazwa pochodzi od zamku Cantalupo pod Rzymem, gdzie po raz pierwszy w Europie rozpoczęto uprawę tej odmiany. Owoce osiągają wagę do 1 kg. Do tej odmiany zalicza się również ceniony melon szarantejski o wyjątkowo aromatycznym miąższu.